# 避孕药
避孕药，全称口服避孕药，通常是指一类给女性服用用于生育控制的药物。男用口服避孕药正在研究中，尚未商品化。

## 女用避孕药
有两种广泛使用的女用口服避孕药：

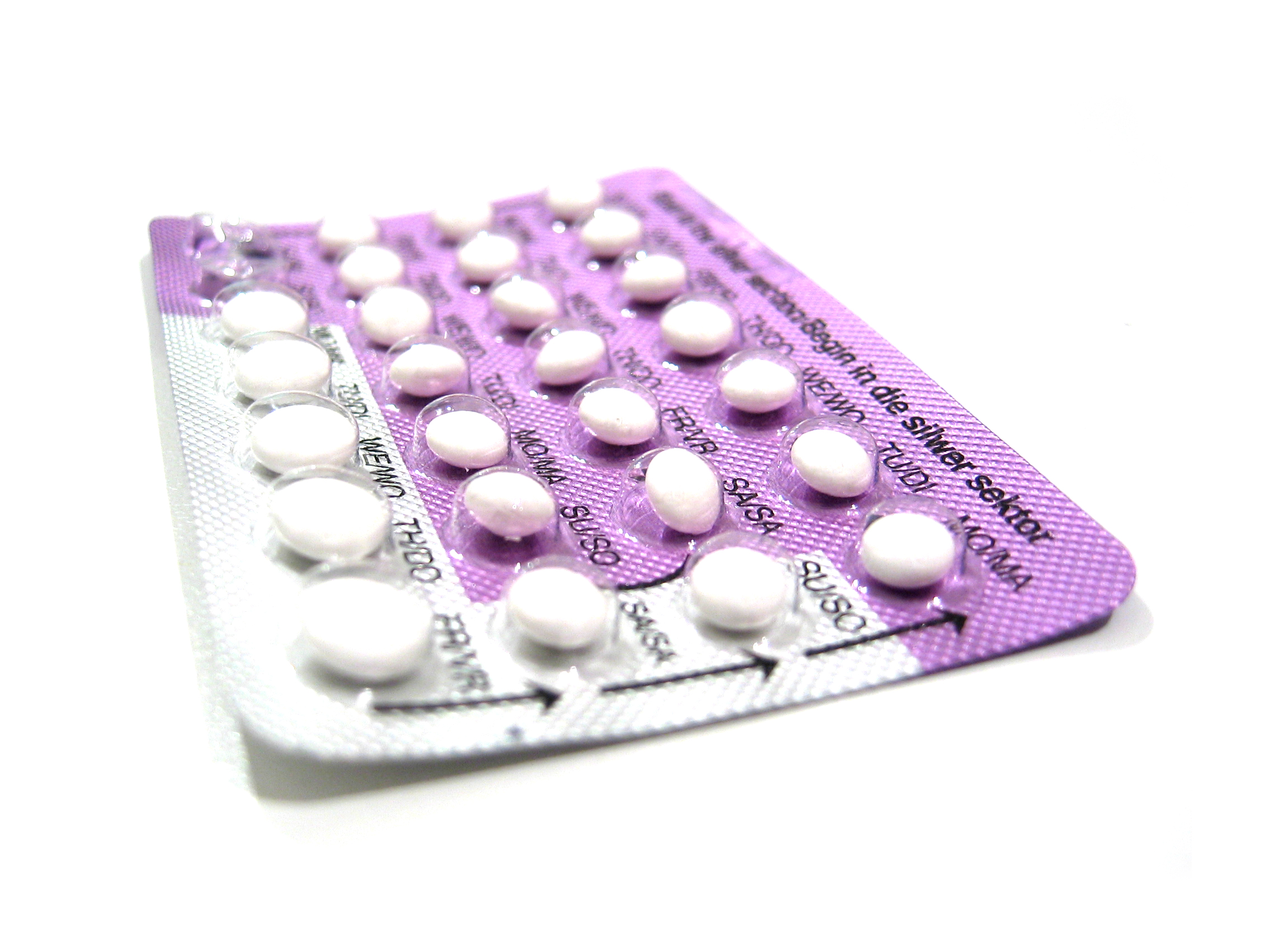
避孕药的常见包装

- 复合口服避孕药，含有雌激素和孕激素，每日服用一粒。
- 单纯孕激素避孕药（英语：Progestogen-only pill），只含孕激素，每日服用一粒。

另外还有事后使用的紧急避孕药：
- 亚兹佩避孕法配合口服避孕藥服用。
- 醋酸乌利司他是抗黃體素（英语：antiprogestogen）。

其他类型的女用口服避孕药是实验性的，只在某些地方才有：
- 米非司酮（Mifepristone，俗稱RU486）是一种抗孕激素，又稱墮胎藥[1]，已经在一些研究性的诊所作为每日口服避孕药使用。
- 奥美昔芬（Ormeloxifene，Centchroman），是一种选择性雌激素受体调节素（英语：Selective estrogen-receptor modulator），每周服用一到二次。奥美昔芬只在印度被核准为口服避孕药。

## 男用避孕药
- 棉酚曾經是男性避孕藥，但終身不孕的風險過高，因此已經不再使用。
- 男用口服避孕药目前还没有商业化。有一些口服避孕药正在開發中。